# ليندساي سميث
ليندساي سميث (بالإنجليزية: Lindsay Smith)‏ (18 سبتمبر 1954 وستمنستر المملكة المتحدة - ) هو لاعب كرة قدم بريطاني يلعب كمدافع.